# Randy Turnbull
Randy Layne Turnbull (* 17. Februar 1962 in Bentley, Alberta) ist ein ehemaliger kanadischer Eishockeyspieler. Während seiner aktiven Karriere bestritt er in der Saison 1981/82 für die Calgary Flames ein Spiel in der National Hockey League.

## Karriere
Zunächst spielte Turnbull von 1977 bis 1979 für die Fort Saskatchewan Traders in der Alberta Junior Hockey League. Seine Karriere setzte er im Anschluss bei den Portland Winter Hawks in der Western Hockey League fort.
Beim NHL Entry Draft 1980 wurde Turnbull von den Calgary Flames in der fünften Runde an insgesamt 97. Position ausgewählt. In der Saison 1981/82 absolvierte er sein einziges NHL-Spiel für die Calgary Flames. Mit den Portland Winter Hawks nahm er 1982 am Memorial Cup teil, nachdem er mit der Mannschaft den President’s Cup gewonnen hatte. Der Enforcer war ein Rollenspieler, der die Gegner in der Juniorenliga Western Hockey League und in den Minor Leagues mit seiner physischen Stärke beeindruckte. Er hält den Strafminutenrekord für das Team der Colorado Flames, für die der Verteidiger in der Central Hockey League spielte. In der Spielzeit 1986/87 gewann der Kanadier mit den Salt Lake Golden Eagles den Turner Cup. Seine Karriere beendete er 1988 im Dress der Flint Spirits.

## Erfolge und Auszeichnungen
- 1982 President’s-Cup-Gewinn mit den Portland Winter Hawks
- 1987 Turner-Cup-Gewinn mit den Salt Lake Golden Eagles

## Karrierestatistik
(Legende zur Spielerstatistik: Sp oder GP = absolvierte Spiele; T oder G = erzielte Tore; V oder A = erzielte Assists; Pkt oder Pts = erzielte Scorerpunkte; SM oder PIM = erhaltene Strafminuten; +/− = Plus/Minus-Bilanz; PP = erzielte Überzahltore; SH = erzielte Unterzahltore; GW = erzielte Siegtore; 1 Play-downs/Relegation; Kursiv: Statistik nicht vollständig)